# Lowepro
Lowepro è un'azienda statunitense che produce equipaggiamento di tipo fotografico.

## Storia

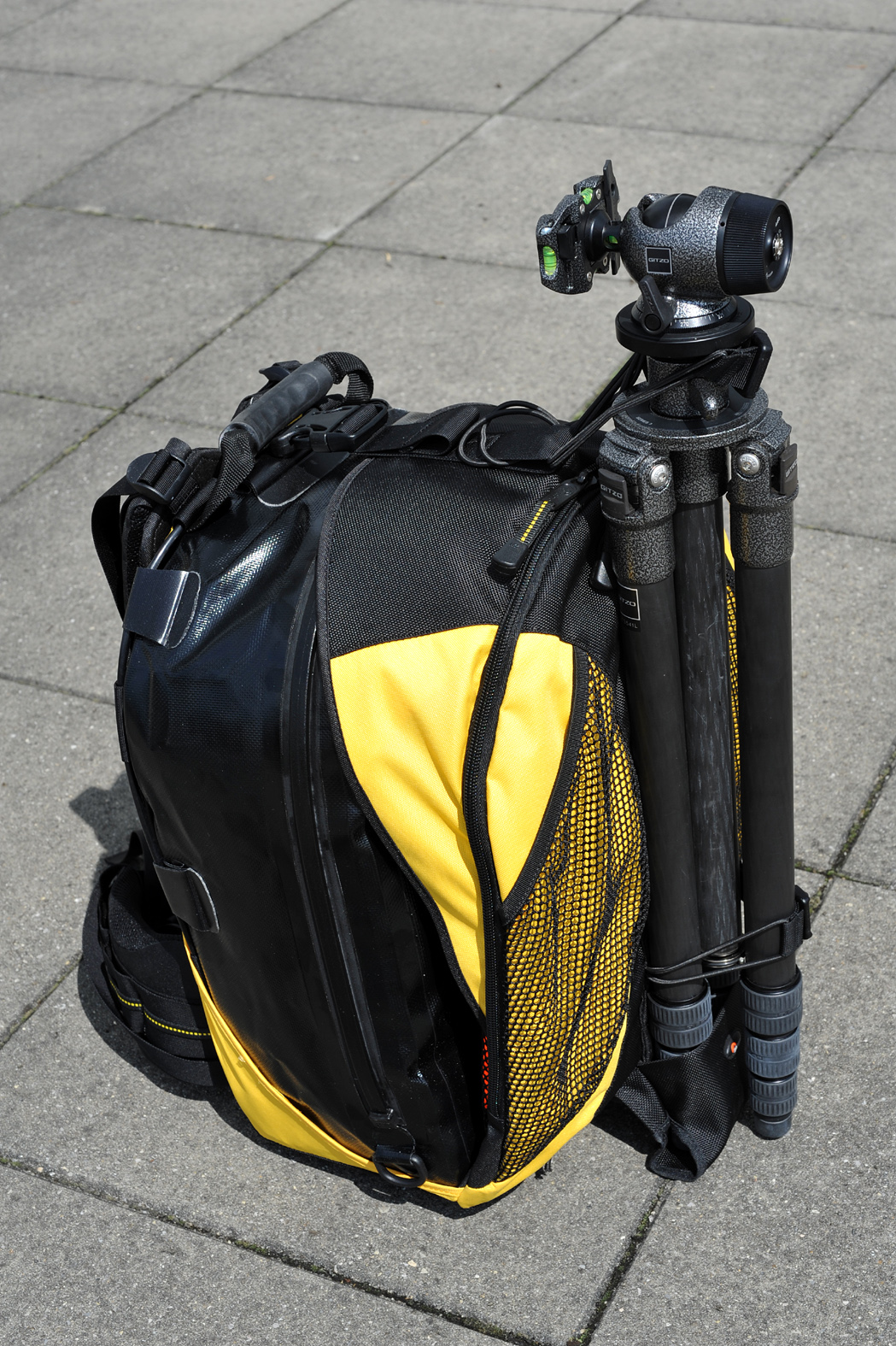
Rucksack Lowepro DryZone

L'azienda è nata nel 1967 in Colorado su iniziativa dei fratelli Greg, Jeff e Mike Lowe e attualmente, la sede aziendale si trova a Petaluma in California.
Nel 1981, la Uwe Mummenhoff and DayMen Photo Marketing Inc. si è aggiudicata i diritti esclusivi per la produzione dei prodotti Lowepro sotto licenza in Canada.
Nel 1989, la Lowepro U.S.A. è diventata una sussidiaria della DayMen Photo Marketing ed è stata trasformata in corporation.
Il marchio registrato Lowepro è stato acquistato nel 2002 dalla Brockway Moran & Partners che ha avviato una collaborazione gestionale con la DayMen
In Italia, dal 2011, i prodotti Lowepro vengono distribuiti da Nital .